# Ne-am săturat de marțieni!
Ne-am săturat de marțieni!  (titlu original: Martians Go Home) este un film SF de comedie din 1990 cu Randy Quaid și Margaret Colin. Este regizat de David Odell după un scenariu de Charles S. Haas bazat pe romanul omonim al autorului de literatură științifico-fantastică Fredric Brown.

## Prezentare
Quaid interpretează rolul unui compozitor care accidental invită pe Pământ un miliard de marțieni (toți portretizați de actori de comedie stand-up de la sfârșitul anilor 1980 începutul anilor 1990).
Aceste marțieni deveni o pacoste pentru pământeni după ce în mod constant ridiculizează comportamentul uman și nu permit nimănui să mai mintă sau să mai înșele.

## Distribuție
- Randy Quaid ca Mark Devereaux
- Margaret Colin ca Sara Brody
- Anita Morris ca Dr. Jane Buchanan
- John Philbin ca Donny
- Ronny Cox ca The President
- Timothy Stack ca Seagrams
- Bruce French ca  Elgins
- Gerrit Graham ca Stan Garrett
- Dean Devlin ca Joe Fledermaus
- Roy Brocksmith ca Mr. Kornheiser
- Nicky Katt ca Hippie
- Troy Evans - Cop
- Steve Blacknell ca Game Show Host
- Allan Katz ca Melvin Knudson
- Cynthia Ettinger ca Dr. Jane's Patient
- Rob Schneider ca un marțian

## Diferențe față de roman
Luke Deveraux, protagonistul romanului, este un scriitor de science-fiction, în timp ce în film se numește Mark Deveraux și este compozitor. Luke este vizitat de un marțian după ce se îmbată și încearcă să scrie o povestire SF despre marțieni, în timp ce în film  Mark îi invită din greșeală prin creațiile sale muzicale.

## Legături externe
- Martians Go Home la Internet Movie Database
- Ne-am săturat de marțieni! la CineMagia